# Língua sapé
O Sapé ou Kaliana é uma língua isolada da Venezuela.